# Benedetto Baldassari

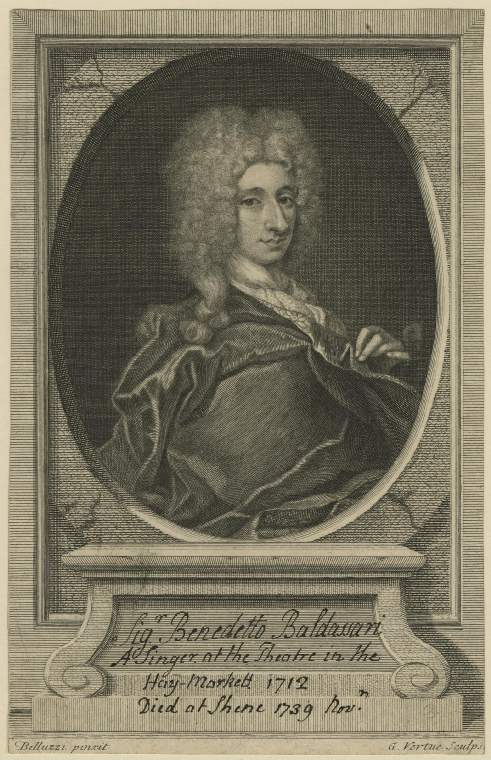
Benedetto Baldassari. Kupferstich von George Vertue nach Belluzzi, 1724

Benedetto Baldassari (oder Baldassarri), auch genannt Benedetti (nachgewiesen ab 1706; † November 1739 in Richmond) war ein italienischer Sopran-Kastrat und Opernsänger, der insbesondere für seine Zusammenarbeit mit Georg Friedrich Händel in London bekannt ist.

## Leben
Baldassaris Geburtsdatum ist unbekannt, aber er dürfte etwa um 1685 geboren sein. Auch über seine Laufbahn sind wir nur rudimentär unterrichtet.
Ab 1706 war er in Düsseldorf als Kammersänger am Hofe des Kurfürsten Johann Wilhelm und seiner Frau Anna Maria Luisa de’ Medici, wo er unter anderem in Opern von Agostino Steffani mitwirkte: 1707 in Arminio in der Rolle der Ermude, und 1709 als Teodata in Tassilone. Auch in seiner weiteren Karriere trat Baldassari noch einige Male (aber nicht nur) in Frauenrollen auf, die offenbar gut mit seiner Stimme und seinem Aussehen harmonierten.
1710–11 war er in Berlin und versuchte im Auftrage Steffanis (vergeblich), das preußische Thronfolgerpaar zum Katholizismus zu konvertieren.
In Düsseldorf 1711 hörte ihn Georg Friedrich Händel, der ihm wahrscheinlich vorschlug, nach London zu gehen, Dort sang Baldassari 1712 im Queen’s Theatre at the Haymarket in einer Wiederaufnahme von Francesco Mancinis Idaspe fedele die Rolle des Darius (anstelle von Margherita de L’Épine) und in dem Pasticcio Ercole. In Francesco Gasparinis Antioco verkörperte er laut Dean wiederum eine Frauenrolle. Danach kehrte er zurück nach Italien.
In Rom, wo Frauen auf der Bühne grundsätzlich verboten waren, sang Baldassari 1714 am Teatro Capranica mit großem Erfolg die Berenice in Antonio Caldaras Tito e Berenice (UA: 18. Januar 1714), und die Emilia in Gasparinis Lucio Papirio (UA: 27. Januar 1714).
Die folgenden Jahre seines Lebens liegen im Dunkeln. Erst 1718 ist Baldassari wieder nachgewiesen, als er im Teatro Tron di San Cassiano in Venedig den Omiro in Carlo Francesco Pollarolos Farnace (UA: 11. Januar) sang, und in Orlandinis Antigona (UA: 13. Februar) auftrat; in einem Ensemble mit Diana Vico, Valentino Urbani und Giovan Battista Minelli.
Im März 1719 war er zum zweiten Mal in London und sang in zwei Konzerten, einem „Benefit“ zu seinen eigenen Gunsten im Drury Lane Theatre und zusammen mit Ann Turner Robinson am 21. März im King’s Theatre.
Benedetto Baldassari war der erste Kastrat, der von der neugegründeten Royal Academy of Music engagiert wurde, und sang in deren erster Spielzeit 1719–20 die Rollen des Remo in Giovanni Portas Numitore (in dessen Libretto er immer noch als virt.(uoso) di S.(ua) A.(ltezza) E.(lettorale) P.(alatina) bezeichnet wurde), des Fraarte in Händels Radamisto und den Cefalo in Domenico Scarlattis Narciso (in einer Bearbeitung von Thomas Roseingrave).

Im März 1720 berichtete ein Zeitungsartikel die einzige bekannte Anekdote über den Sopranisten: Als er sah, dass er in Händels Radamisto einen militärischen Charakter (Captain of the guards) verkörpern sollte, beschwerte er sich, weil er gewöhnlich nie Rollen „unterhalb eines Herrschers oder wenigstens eines Prinzen von Geblüt“ verkörpern würde. Seinem Wunsch wurde auch stattgegeben und das Libretto entsprechend geändert: Fraarte/Baldassari war von da an „Fürst von Armenien und Bruder des Tiridate“. Dieser Vorfall wurde dem Sänger von dem damaligen Zeitungsschreiber und auch in der Literatur oft als Überempfindlichkeit und Diven-Allüren ausgelegt, ist jedoch im System der Opera seria zu verstehen und hatte nicht zuletzt wahrscheinlich auch mit seinem Stimmcharakter und seiner Bühnenpersona zu tun, wozu ein fürstlicher Liebhaber (oder eine Prinzessin!) einfach besser passte als ein Hauptmann.

Nach einem Konzert in Richmond im Sommer 1720 hatte er in der Saison 1720–21 aus unbekannten Gründen nur wenige Auftritte, sang aber am 9. Januar 1721 in einem Benefiz-Konzert zu seinen Gunsten in den York Buildings. Erst in der Spielzeit 1721–22 war Baldassari dann wieder voll beschäftigt und sang neben dem mittlerweile eingetroffenen primo uomo Senesino die Partie des Timante in der Uraufführung von Händels Floridante und in Giovanni Bononcinis Opern Crispo und Griselda.
Für die folgenden Jahre sind nur punktuelle Ereignisse in Baldassaris Leben bekannt. Von Oktober bis Dezember 1725 trat er mit Erfolg in sechzehn Konzerten in Dublin auf und 1732 gab er Konzerte in Edinburgh.
Laut Pegah ist der Sänger im Jahr 1739 verstorben. Diese Angabe bezieht sich wahrscheinlich auf ein Kupferstich-Porträt Benedetto Baldassaris von George Vertue (Abb. oben), wo man unter dem Bildnis des Sängers unter anderem lesen kann, dass er im November 1739 in „Shene“ verstorben sei – Shene war der alte Name für Richmond. Vertues Stich basiert auf einem Ölgemälde von Belluzzi, von dem sich eine Kopie im British Museum in London befindet.

## Stimme und Gesang
Benedetto Baldassari gehört mit Valeriano Pellegrini, Matteo Berselli und Gizziello zu den wenigen Sopran-Kastraten, die für Händel sangen. Dieser komponierte für seine Stimme in einem Bereich zwischen e’ und a’’. Die beiden Partien für Baldassari in Radamisto und Floridante sind musikalisch ausgesprochen attraktiv und inspiriert und verlangen eine Sopranstimme von eher lyrischem Charakter mit Leichtigkeit und Agilität (auch wenn sie nicht die extreme Virtuosität eines Farinelli erreichen). Seine Arien sind von apartem Charme, Liebreiz, Anmut und Schönheit und immer von musikalisch hoher Qualität, mit oft eingängigen Melodien (z. B. „Dopo il nembo e la procella“, 1. Akt, Floridante), in schnellen oder mäßigen Tempi und mit teilweise interessanter Instrumentation (u. a. Solo-Fagotte). Was er anscheinend weniger leisten konnte, war der Ausdruck tiefer Gefühle wie Schmerz, Trauer und Verzweiflung oder dramatische Ausbrüche, wie sie in Händels Rollen für die primarii Senesino, die Cuzzoni, Anna Maria Strada und für einige andere Sänger vorkommen (Margherita Durastanti, Diana Vico oder die Alt-Kastraten Andrea Pacini oder Antonio Baldi).